# Auerbachia monstrosa
Auerbachia monstrosa är en djurart som tillhör fylumet Myxozoa, och som beskrevs av Meglitsch 1968. Auerbachia monstrosa ingår i släktet Auerbachia och familjen Auerbachiidae. Inga underarter finns listade i Catalogue of Life.